# Cuisine du Bahreïn
La cuisine du Bahreïn se compose de plats tels que le biryani, le harees, le khabeesa, le machboos, le mahyawa, le quzi et le zalabia. Le café arabe (qahwah) est la boisson nationale. Le Bahreïn est un petit État insulaire situé près des côtes occidentales du golfe Persique. Une grande partie de la cuisine du Bahreïn est un mélange de plats arabes, persans, indiens, baloutches, africains, d'Extrême-Orient et européens en raison de l'influence des différentes communautés présentes, car l'île de Bahreïn était une plateforme maritime importante et un carrefour commercial depuis l'Antiquité. Le Bahreïn ne produit qu'une petite partie de ses besoins alimentaires en raison de son espace limité et importe une grande partie de sa nourriture.

## Plats principaux
Voici quelques-uns des plats les plus courants préparés dans les foyers bahreïniens : 
- Biryani (arabe : برياني) – un plat très courant, composé de riz fortement assaisonné cuit avec du poulet ou de l'agneau, originaire du sous-continent indien[2] ;
- Falafel (arabe : فلافل) – plat composé de fèves frites servies en boulettes frites dans des sandwichs avec des légumes ; pas originaire de Bahreïn mais populaire[3] ;
- Fi Ga'atah (arabe : في قاعته) ou taht al aysh (arabe : تحت العيش) – riz blanc cuit avec des tomates, des pommes de terre et des aubergines au fond de la casserole[4] ;
- Fūl (arabe : فول) – ragoût de fèves cuites servi avec de l'huile d'olive, du cumin et éventuellement avec du persil haché, de l'ail, de l'oignon, du jus de citron, du piment et d'autres légumes, herbes et épices ;
- Harees (arabe : هريس) – blé cuit avec de la viande puis écrasé, généralement garni de sucre à la cannelle ;

- Jireesh (Yireesh) (arabe : جريش) – une purée d'épeautre cuit avec du poulet ou de l'agneau, des tomates et quelques épices[5] ;
- Machboos (arabe : مجبوس) – un plat à base de mouton, de poulet ou de poisson[5], servi sur du riz parfumé cuit dans un bouillon de poulet/mouton bien épicé[2] ;
- Mahyawa (arabe : مهياوة) – une sauce de poisson piquante[6] ;
- Malgoum – plat de shawarma servi dans du pain chapati ou paratha avec du fromage, des frites et une variété de sauces[7].
- Masli (arabe : المصلي) – riz cuit avec du poulet, de la viande, du poisson ou des crevettes, les ingrédients étant cuits directement dans la marmite[8] ;
- Al-Mudalal (arabe : المدلل) – riz cuit avec des herbes et mélangé à de petits morceaux de poulet, puis un type spécial de beurre, spécialement préparé pour ce plat, est ajouté à la composition ;
- Muhammar (arabe : محمر) – plat de riz à base de riz local avec des dattes ou du sucre et l'un des plats de riz les plus distinctifs de Bahreïn, toujours servi avec du poisson frit, en particulier le poisson en filet du Bahreïn ;
- Mumawwash, (arabe : مموش) – riz cuit avec des lentilles vertes et peut être garni de crevettes séchées ;
- Quzi (Ghoozi) (arabe : قوزي أو غوزي) – plat bahreïni composé d'une agneau farci de riz, de viande, d'œufs et d'autres ingrédients[5].

## Desserts
- Gaimat (arabe : قيمات) ou luqaimat – raviolis frits à la levure trempés dans du sirop de safran (sucre, citron et safran) ou du miel ou de la mélasse de dattes ;
- Ghraïba (arabe : الغريبة) – biscuits cassants à base de farine, de beurre, de sucre glace et de cardamome, généralement servis avec du café arabe ;
- Khabeesa (arabe : الخبيص) – plat sucré à base de farine et d'huile[9].
- Khanfaroosh (arabe : خنفروش) – dessert frit populaire préparé avec de la mélasse ou du lait, généralement servi au petit-déjeuner avec du thé ou du café[10] ;
- Qirs altaabi – plat à base de farine, d'œufs et de cardamome moulue pour obtenir une pâte qui est chauffée sur une surface chaude ;

- Zalabia (arabe : زلابية) – pâte frite trempée dans du sirop (sucre, citron et safran) avec une forme tourbillonnante distinctive[11].

## Boissons nationales
Le café qahwah est la boisson nationale, tandis que le thé est bu en signe d'hospitalité. Parmi les autres boissons populaires, on trouve le laban (une sorte de babeurre salé), les boissons au yaourt, le sharbat (boissons sucrées) comme le sharbat à la rose ou le sharbat à la rose avec du lait, et les boissons gazeuses.